# 우리 읍네
《우리 읍내》(Our Town)는 미국에서 제작된 샘 우드 감독의 1940년 드라마 영화이다. 손턴 와일더의 동명의 희곡을 각색한 작품이다. 윌리엄 홀든 등이 주연으로 출연하였고 솔 레서 등이 제작에 참여하였다.

## 출연

### 주연
- 윌리엄 홀든

### 조연
- 마샤 스코트ㅡ

## 기타
- 원작자: 손턴 와일더